# Sugoi Smartphone
Sugoi Smartphone (すごいスマホ Sugoi Sumaho?) es una serie de manga japonés escrito por Hiroki Tomisawa e ilustrado por Kentaro Hidano. Comenzó a serializarse en Shūkan Shōnen Jump de Shūeisha el 9 de mayo de 2022 hasta el 16 de octubre del mismo año.

## Sinopsis
Un día, Kyū Sagurada, un chico muy inteligente pero perezoso, encuentra un smartphone capaz de buscar y localizar cualquier cosa; documentos secretos, grabaciones de cámaras de seguridad, mensajes de texto, donde dejaron caer dinero las personas, etc. Con esto, Kyū quiere localizar a su hermano menor secuestrado hace diez años, sin embargo, primero tiene que reunir puntos con el smartphone, y no es hasta que otros usuarios del mismo tipo de smartphone empiezan a batallar entre ellos.

## Personajes
- Kyū Sagurada (探来田 究, Sagurada Kyuu?)
- Kimi (君?)
- Yuika Nomaru (農丸 結歌, Nomaru Yuika?)
- Nagi Seomizu (瀬尾水 凪, Seomizu Nagi?)
- Zenichirō Kangan (関函 全一郎, Kangan Zenichirou?)

## Publicación
Sugoi Smartphone es escrito por Hiroki Tomisawa e ilustrado por Kentaro Hidano. La serie comenzó a publicarse en Shūkan Shōnen Jump de Shueisha el 9 de mayo hasta el 16 de octubre del 2022.
VIZ Media y Manga Plus están publicando capítulos de la serie en inglés simultáneamente con el lanzamiento en japonés.

## Recepción
Steven Blackburn de Screen Rant elogió la configuración del primer capítulo, aunque también le preocupaba que la serie no pudiera estar a la altura.
La serie fue nominada para el Next Manga Award de 2022 en la categoría de manga impreso.